# Ptygomastax
Ptygomastax is een geslacht van rechtvleugeligen uit de familie Eumastacidae. De wetenschappelijke naam van dit geslacht is voor het eerst geldig gepubliceerd in 1959 door Bey-Bienko.

## Soorten
Het geslacht Ptygomastax omvat de volgende soorten:
- Ptygomastax abaensis Zheng, Ye & Yin, 2012
- Ptygomastax heimahoensis Zheng & Hang, 1974
- Ptygomastax longifemora Yin, 1984
- Ptygomastax sinica Bey-Bienko, 1959